# العلاقات الآيسلندية الإيطالية
العلاقات الآيسلندية الإيطالية هي العلاقات الثنائية التي تجمع بين آيسلندا وإيطاليا.

## مقارنة بين البلدين
هذه مقارنة عامة ومرجعية للدولتين:
| وجه المقارنة                                              | آيسلندا          | إيطاليا                                                  |
| --------------------------------------------------------- | ---------------- | -------------------------------------------------------- |
| المساحة (كم2)                                             | 103.00 ألف       | 301.34 ألف                                               |
| عدد السكان (نسمة)                                         | 317.35 ألف       | 60.60 مليون                                              |
| الكثافة السكانية (ن./كم²)                                 | 3.08             | 201.1                                                    |
| العاصمة                                                   | ريكيافيك         | روما، فلورنسا، تورينو                                    |
| اللغة الرسمية                                             | اللغة الآيسلندية | اللغة الإيطالية                                          |
| العملة                                                    | كرونة آيسلندية   | يورو، ليرة إيطالية                                       |
| الناتج المحلي الإجمالي (بليون دولار)                      | 23.91 مليار      | 1.93 تريليون                                             |
| الناتج المحلي الإجمالي (تعادل القوة الشرائية) بليون دولار | 15.79 مليار      | 2.26 تريليون                                             |
| الناتج المحلي الإجمالي الاسمي للفرد دولار أمريكي          | 50.17 ألف        | 29.96 ألف                                                |
| الناتج المحلي الإجمالي للفرد دولار أمريكي                 | 46.55 ألف        | 35.46 ألف                                                |
| مؤشر التنمية البشرية                                      | 0.899            | 0.873                                                    |
| رمز المكالمات الدولي                                      | +354             | +39                                                      |
| رمز الإنترنت                                              | .is              | .it                                                      |
| المنطقة الزمنية                                           | 00، أوروبا/لندن ‏ | توقيت وسط أوروبا، ت ع م+01:00، ت ع م+02:00، أوروبا/روما ‏ |

## منظمات دولية مشتركة
يشترك البلدان في عضوية مجموعة من المنظمات الدولية، منها:
| علم المنظمة | اسم المنظمة                               | تاريخ انضمام آيسلندا | تاريخ انضمام إيطاليا |
| ----------- | ----------------------------------------- | -------------------- | -------------------- |
|             | مجلس أوروبا                               | ?                    | 5 مايو 1949          |
|             | منظمة التعاون الاقتصادي والتنمية          | ?                    | 29 مارس 1962         |
|             | منظمة التجارة العالمية                    | ?                    | 1995                 |
|             | الاتحاد البريدي العالمي                   | ?                    | ?                    |
|             | حلف شمال الأطلسي                          | 4 أبريل 1949         | 4 أبريل 1949         |
|             | مجموعة الموردين النوويين                  | ?                    | ?                    |
|             | يونسكو                                    | 8 يونيو 1964         | ?                    |
|             | اتفاقية السماوات المفتوحة                 | ?                    | ?                    |
|             | مؤسسة التمويل الدولية                     | 20 يوليو 1956        | 27 ديسمبر 1956       |
|             | المركز الدولي لتسوية المنازعات الاستشارية | 14 أكتوبر 1966       | 28 أبريل 1971        |
|             | الفريق المعني برصد الأرض                  | ?                    | ?                    |
|             | منظمة حظر الأسلحة الكيميائية              | ?                    | ?                    |
|             | مؤسسة التنمية الدولية                     | 19 مايو 1961         | 24 سبتمبر 1960       |
|             | مجموعة أستراليا                           | 1993                 | 1985                 |
|             | منظمة الأمن والتعاون في أوروبا            | 25 يونيو 1973        | 25 يونيو 1973        |
|             | نظام تحكم تكنولوجيا القذائف               | 1993                 | 1987                 |
|             | وكالة ضمان الاستثمار متعدد الأطراف        | 25 سبتمبر 1998       | 29 أبريل 1988        |
|             | الاتحاد الدولي للاتصالات                  | 1 أكتوبر 1906        | 1866                 |
|             | منظمة الشرطة الجنائية الدولية             | ?                    | ?                    |
|             | الأمم المتحدة                             | 19 نوفمبر 1946       | 14 ديسمبر 1955       |
|             | البنك الدولي للإنشاء والتعمير             | 27 ديسمبر 1945       | 27 مارس 1947         |
|             | المنظمة الهيدروغرافية الدولية             | ?                    | ?                    |
|             | اتحاد المدفوعات الأوروبي ‏                 | ?                    | ?                    |

## وصلات خارجية
- موقع وزارة الخارجية الآيسلندية
- موقع وزارة الخارجية الإيطالية